# الطريق السيار شمال جنوب (الجزائر)
| الطريق السيارة رقم                                                     | |
| الطريق العابر للصحراء                                                  | |
| الطريق السيار شمال جنوب الرابط بين العاصمة و الحدود الجزائرية النيجرية | |
| الطول                                                                  | 2300 كم |
| الافتتاح                                                               | قيد الانشاء منذ 2012                                                                                       |
| الاتجاه                                                                | شمال - جنوب                                                                                                |
| الحد الشمالي                                                           | الشفة |
| الحد الجنوبي                                                           | عين قزام - الحدود النيجرية                                                                                 |
| المدن الرئيسية                                                         | الجزائر، البليدة، المدية، بوغزول، عين وسارة، الجلفة، الأغواط، غرداية، المنيعة، عين صالح، تمنراست، عين قزام |
|                                                                        | |

الطريق السيار شمال جنوب هو من الطرق السيارة قيد الإنشاء في الجزائر، يبلغ طوله 2300 كم.

## المشروع
الطريق السيار شمال جنوب هو الطريق السيار الرئيسي الجزائري نحو جنوب البلاد، الذي بني بموازاة الطريق الوطني رقم 1 . و هو جزء من مشروع الطريق العابر للصحراء.
ويبدأ في تقاطع رقم 44 من الطريق السيار شرق-غرب في الشفة، وينتهي في المرتفعات الطريق السريع حتى المدينة الجديدة لبوغزول، أثناء عبوره الطريق الاجتنابي 4 إلى البرواقية، ثم في ازدواجية الطريق الوطني رقم 1 حتى الحدود الجنوبية للبلاد .
تم تسليم مشروع الشطر الأول لقسم الأبحاث الإسبانية التكنلوجيا كواترو في 2008 و الشطر الثاني إلى شركة صينية .

## الصور

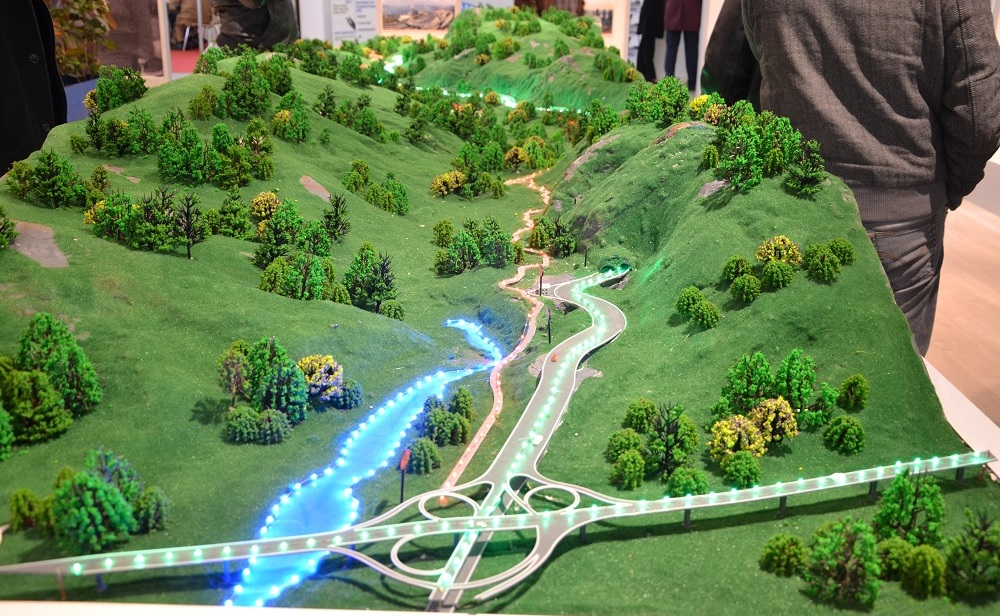
نموذج للطريق السيار

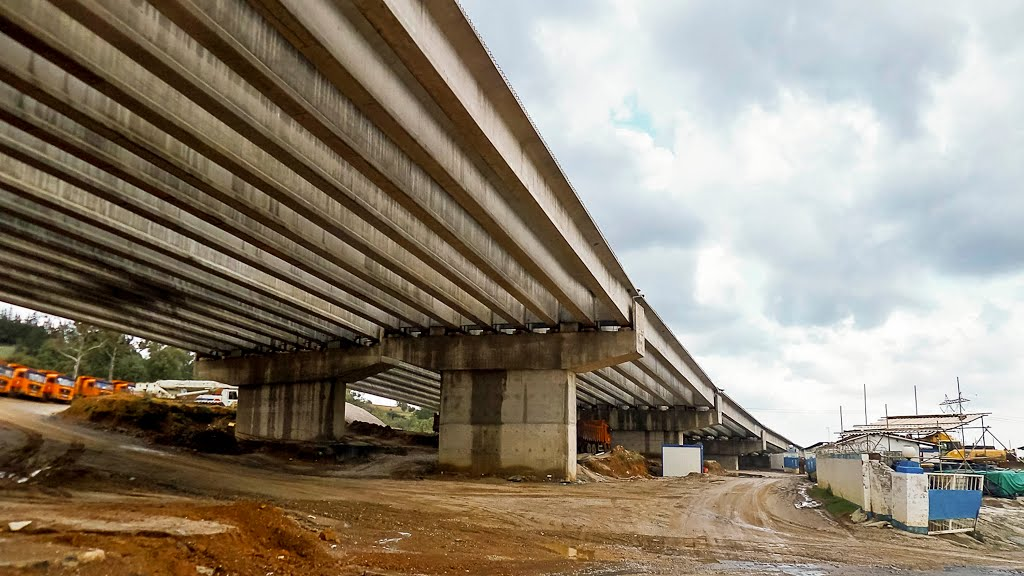

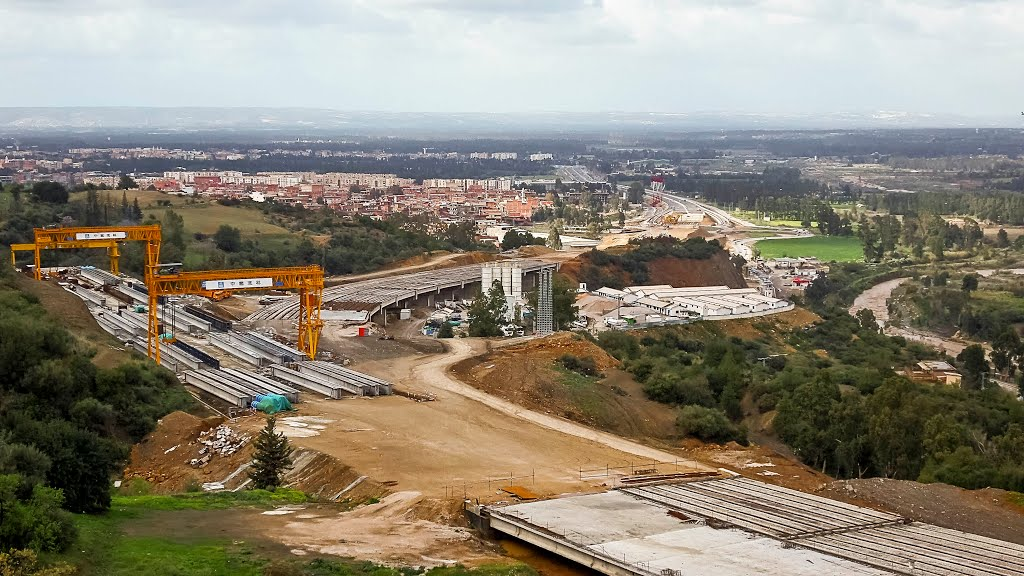